# Berlin (hudební skupina)
Berlin je americká elektropopová skupina založená v Los Angeles v roce 1977.
Jejími členy byli původně John Crawford (baskytara, syntezátor, zpěv), Virginia Macolino (zpěv), Jo Julian (syntezátor), Chris Velasco (kytara), Dan Van Patten (bicí).
Po prvních nahrávkách změnila sestavu; kromě Johna Crawforda byli členy David Diamond (kytara), Rick Olsen (kytara), Matt Reid (klávesy), Rod Learned (bicí) a Terri Nunn (zpěv). V této sestavě bylo natočeno minialbum Pleasure Victim a deska Love Life.
Opět v nové sestavě (kromě Johna Crawforda a Terri Nunn ještě Rob Brill – bicí) měla skupina obrovský hit „Take My Breath Away“ pro film Top Gun (1986).
Skupina se rozešla v roce 1987; znovu byla obnovena v roce 1997.

## Diskografie
- Information (1980, Vinil)
- Pleasure Victim (1982, Mercury – Geffen – MAO Enigma,minialbum,pouze v USA)
- Love Life (1984, Mercury – Geffen);
- Count Three And Pray (1986, Mercury – Geffen - Polygram)
- Best Of 1979 – 1988 (1988, Geffen)
- Voyeur (2002)
- 4Play (2005)
- Animal (2013)